# 步行購地
《步行购地》 ，也称为《步行条约》 ，是1737年英属宾夕法尼亚省（即后来的宾夕法尼亚州）最初所有者佩恩家族与莱纳佩原住民印第安人之间达成的土地购买协议。在购买过程中，佩恩家族声称1686年与莱纳佩人签订的条约割让了120万英亩（4,860平方公里）的土地。这片土地位于今天的宾夕法尼亚州东部，其中包括一条西部陆地边界，这条边界向西延伸至一个人在一天半内可以步行的距离，这就是它的名字的由来。

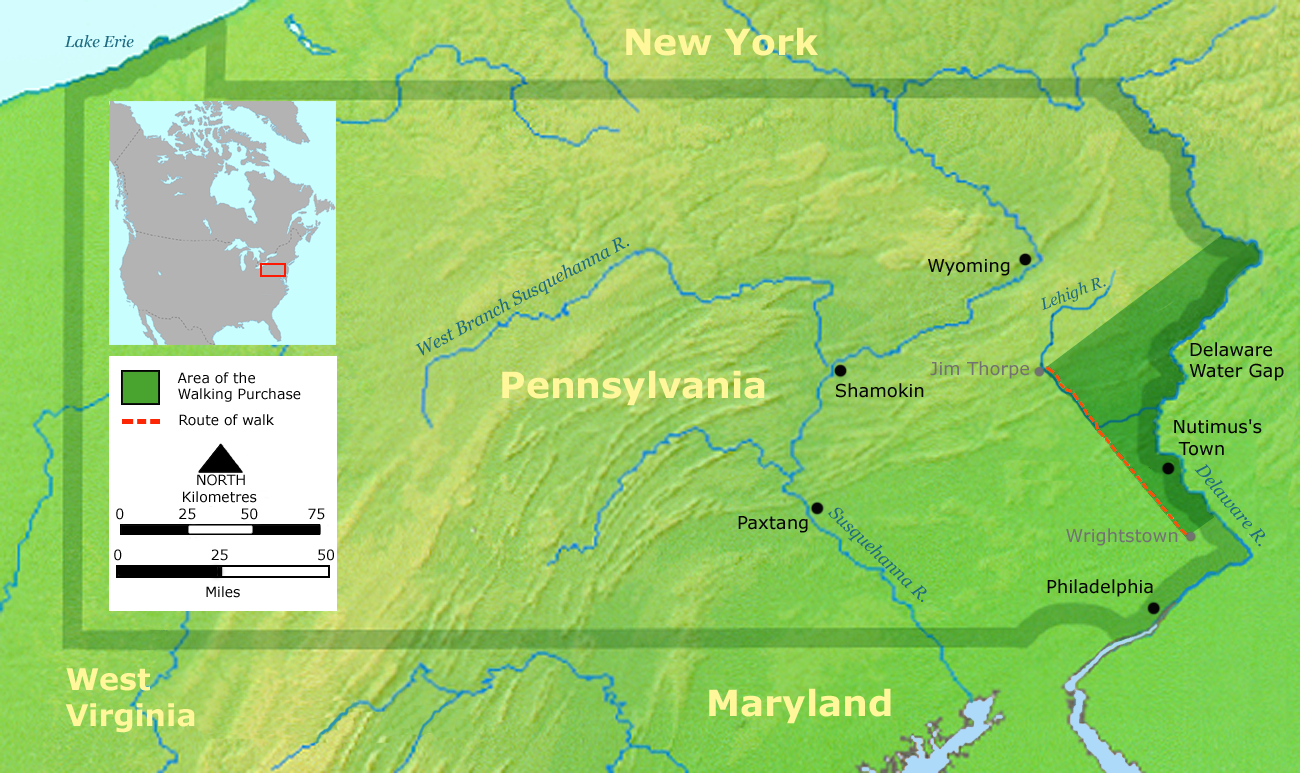
根据1737年的《步行条约》，宾夕法尼亚省创始人威廉·佩恩(William Penn)的儿子们获得了宾夕法尼亚省现今利哈伊谷 (Lehigh Valley)和宾夕法尼亚州东北部的阴影区域以及英属新泽西省的西泽西地区。

该地区位于特拉华河北部和西部。 大英百科全书将该条约称为“土地诈骗”。勒纳佩人向北部的易洛魁部落请求在这个问题上提供援助，但易洛魁人拒绝了他们的请求并最终站在了佩恩一边。
近300年后，针对持续不断的争端提起了法律诉讼。在2004年特拉华民族诉宾夕法尼亚州的法庭案件中，特拉华部落（后来获得联邦承认的三个莱纳佩部落之一）及其在21世纪的后裔声称拥有314英畝（1.27平方） 的土地包括在1737年最初的所谓“购买”中，但美国地方法院批准了联邦驳回的动议。即使特拉华州的欺诈指控属实，该法院仍裁定该案不可审理。这项裁决是通过美国各级上诉法院提出的多次上诉诉讼得出的。美国最高法院拒绝审理此案，从而维持了下级法院的判决。